# Ostemerée
Ostemerée est un hameau du village d’Anthée, dans l’Entre-Sambre-et-Meuse (Belgique). Traversé par le Flavion, il fait aujourd’hui administrativement partie de la commune de Onhaye, dans la province de Namur (Région wallonne de Belgique).

## Patrimoine
- Le château d’Ostemerée, élégante construction du début du XXe siècle avec parc et étangs alimentés par le Flavion, est le plus jeune des trois châteaux d’Anthée.